# القائمة العربية الموحدة
القائمة العربية الموحدة هي ائتلاف سياسي يشمل أحزاب سياسية عربية من عرب ال48، تم تأسيسها عام 1996 بعد قرار الحركة الإسلامية في إسرائيل، خوض الانتخابات البرلمانية للكنيست.
في 23 يناير 2015 انضمت القائمة للتحالف السياسي الذي ضم فيما بعد أربع أحزاب تمثل العرب في إسرائيل وهي الجبهة الديموقراطية للسلام والمساواة، التجمع الوطني الديمقراطي، القائمة العربية الموحدة والحركة العربية للتغيير.
ومن ثم انفصلت في عام 2021 بسبب خلافات سياسية زعزعت التحالف

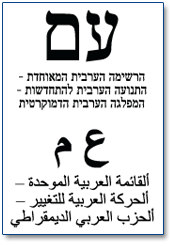
شارة ع م

## الإنشاء والتأسيس
شمل إقرار مجلس الشورى القطري للحركة الإسلامية في إسرائيل دخول البرلمان الإسرائيلي «الكنيست» عام 1996, دخول الكنيست من خلال توحيد جميع الؤطر والحركات السياسية لعرب48, وفي إطار السعي لإنجاح المشروع، استجاب الحزب الديمقراطي العربي والقائمة الإسلامية برئاسة الشيخ عاطف خطيب لمبادرة الحركة الإسلامية. في سنين لاحقة إنضم للقائمة أحزاب وشخصيات سياسية أخرى.

## انتخابات 1996
خاضت القائمة العربية المعركة الانتخابية الأولى عام 1996 وفازت بأربعة مقاعد في الكنيست، وكان النواب عن القائمة في حينه:
- النائب عبد المالك دهامشة، رئيس القائمة وممثل الحركة الإسلامية.
- النائب عبد الوهاب دراوشة، رئيس الحزب الديمقراطي العربي.
- النائب توفيق الخطيب.2. ارتباط حقلي- من خلال التطبيقات العملية.
- النائب طلب الصانع.

## انتخابات 1999
خاضت القائمة العربية الموحدة الانتخابات ضمن تكتلات أهمها كان النائب هاشم محاميد، رئيس الجبهة الديمقراطية للسلام والمساواة سابقا وقد حصلت على خمسة مقاعد برلمانية، وكان نوابها:
- النائب عبد المالك دهامشة.
- النائب طلب الصانع.
- النائب توفيق الخطيب.
- النائب هاشم محاميد.
- النائب محمد حسن كنعان.

## انتخابات 2003
في انتخابات الكنيست السادسة عشر، منيت القائمة العربية الموحدة بفشل كبير في الانتخابات، وقد فقدت ثلاثة من مقاعدها في الكنيست، أقامت على إثرها الحركة الإسلامية لجنة تحقيق.
الأعضاء المنتخبون:
- النائب عبد المالك دهامشة.
- النائب طلب الصانع.

## انتخابات 2006

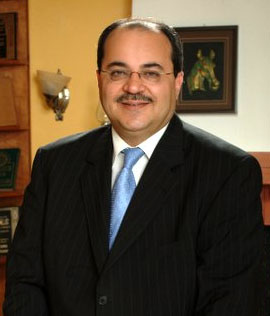
د.أحمد الطيبي - رئيس الحركة العربية للتغيير

انضمت للقائمة العربية الموحدة الحركة العربية للتغيير بزعامة النائب أحمد الطيبي، وقد حصلت القائمة على أربعة مقاعد، وكان أعضاؤها المنتخبون:
- النائب إبراهيم صرصور، رئيس الحركة الإسلامية.
- النائب أحمد الطيبي، رئيس الحركة العربية للتغيير.
- النائب طلب الصانع.
- النائب عباس زكور.

## انتخابات 2009
- النائب إبراهيم صرصور، الحركة الإسلامية.
- النائب أحمد الطيبي، رئيس الحركة العربية للتغيير.
- النائب طلب الصانع.
- النائب مسعود غنايم.

## انتخابات 2013

ملصق دعائي للمرشحين في القائمة البرلمانية - انتخابات 2013

- النائب إبراهيم صرصور، الحركة الإسلامية.
- النائب أحمد الطيبي، رئيس الحركة العربية للتغيير.
- النائب طلب أبو عرار.
- النائب مسعود غنايم.

## انتخابات 2015
- النائب مسعود غنايم
- النائب طلب أبو عرار
- النائب عبد الحكيم حاج يحيى
- النائب سعيد الخرومي

## انتخابات 2019 الأولى
- النائب عبد الحكيم حاج يحيى
- النائب منصور عباس

## انتخابات 2019 الثانية
- النائب وليد طه
- النائب منصور عباس
- النائب سعيد الخرومي

## انتخابات 2020
- النائب وليد طه
- النائب منصور عباس
- النائب سعيد الخرومي
- النائب إيمان خطيب ياسين

## انتخابات 2021
- النائب وليد طه
- النائب منصور عباس
- النائب سعيد الخرومي
- النائب مازن غنايم

## انظر أيضًَا
- أحمد الطيبي
- الحركة العربية للتغيير

## وصلات خارجية
الموقع الرسمي للحركة الإسلامية
موقع الحركة العربية للتغيير